# Gonzalo Portocarrero
Gonzalo Javier Enrique Portocarrero Maisch (Lima, 3 de diciembre de 1949-ibídem, 21 de marzo de 2019) fue un sociólogo, científico social y ensayista peruano. 
Fue sociólogo por la Universidad Nacional Mayor de San Marcos, magíster y doctor en sociología por la FLACSO y la Universidad de Essex, respectivamente.

## Biografía
Nació en Lima, tercero de cuatro hermanos hijos de Félix Portocarrero Olave y Lucrecia Maisch Von Humboldt. Los estudios escolares los cursó en el colegio privado La Recoleta. Estudió Sociología en la Universidad Nacional Mayor de San Marcos y Letras en la Pontificia Universidad Católica del Perú. Fue magíster en Sociología por la Facultad Latino Americana de Ciencias Sociales (FLACSO) y doctor en la misma especialidad por la Universidad de Essex en Inglaterra.
Fue profesor visitante en universidades de Estados Unidos, Japón, Alemania, México, Venezuela y Reino Unido. Hasta su muerte, se desempeñó como profesor principal del Departamento de Ciencias Sociales de la Pontificia Universidad Católica del Perú.
Fue miembro del Consejo Directivo de la Red para el Desarrollo de las Ciencias Sociales, dinámico espacio intelectual de discusión neo-marxista de la problemática peruana. Fue Decano del Colegio de Sociólogos del Perú. En el 2008 creó el primer programa de Estudios Culturales en el Perú, culminando la investigación alrededor de esos temas que empezó a finales de década de los noventa. Su obra se halla fuertemente influida por la impronta dejada por el historiador Alberto Flores Galindo. Entre otras distinciones, fue reconocido como doctor honoris causa por la Universidad Nacional del Centro del Perú y se le concedió el Premio Nacional de Cultura por el Ministerio de Cultura.
El 21 de marzo de 2019 a los 69 años, falleció a causa de una dura batalla contra el cáncer de pulmón.

## Obra
- De Bustamante a Odría. El fracaso del frente democrático nacional. 1945-1950 (1983)
- El Perú desde la escuela (1989)
- Las clases medias: Entre la pretensión y la incertidumbre (1998)
- Razones de sangre. Aproximaciones a la violencia política (1998)
- Rostros criollos del mal (2004)
- Racismo y mestizaje (2007)
- Figuraciones del mundo juvenil en el cine contemporáneo  (2010)
- Oído en el silencio. Ensayos de crítica cultural (2010)
- Profetas del odio (2012)
- Utopía del blanqueamiento y la lucha por el mestizaje (2013)
- La urgencia por decir "nosotros". Los intelectuales y la idea de nación en el Perú republicano (2015)
- Imaginando al Perú. Búsquedas desde lo andino en arte y literatura (2015)